# John Farson
John Farson, "il Buono", era un leader della rivoluzione nella terra di Gilead (come raccontato da Stephen King in La Torre Nera). Farson si appellò alla gente comune, volendo chiudere l'addestramento dei pistoleri e ridistribuire il potere.
Durante una missione, mentre Roland Deschain ed i suoi amici Cuthbert Allgood e Alain Johns si trovavano nella baronia di Mejis, scoprirono un disegno dell'allevatore locale per fornire petrolio a Farson. Se Farson fosse riuscito a raffinare quel petrolio, avrebbe potuto usarlo nelle vecchie macchine da guerra per sconfiggere i pistoleri. Per fortuna, i tre amici riuscirono ad incendiare il petrolio e ad evitare che finisse nelle mani di Farson. Tuttavia, riuscirono solo a ritardare la caduta di Gilead.
Si conosce poco della battaglia, o battaglie, in cui John Farson sconfisse i pistoleri. L'ultima battaglia fu quella di Jericho Hill. Fu la battaglia in cui i vecchi amici di Roland morirono, in cui anche lui rischiò la vita.

## Legami tra Walter e John Farson
King sembra rivelare nel quinto libro, I lupi del Calla, che John Farson altri non è se non una nuova identità di Walter o'Dim, il nemico di Roland.
In particolare scrive:
"Con la morte di Tick-Tock, il vero Mago fa un passo avanti. È il vecchio nemico di Roland, Marten Broadclock, conosciuto in alcuni mondi come Randall Flagg, in altri come Richard Fannin, in altri come John Farson (il Buono)."
Non ci sono altre prove nella serie che dimostrino che i due uomini siano, di fatto, uno, eccetto che entrambi usano lo stesso sigul — l'occhio, che è il simbolo del Re Rosso. Infatti, il nome "John Farson" non segue l'abitudine di Walter di usare nomi con iniziali "RF", inclusi Randall Flagg, Russel Faraday, Robert Franq, ecc. Di fatto, una linea nel settimo libro suggerisce che essi siano in effetti due persone differenti.
Egli [Flagg] ha offerto i suoi servigi a Farson.
Nel l'episodio a fumetti La nascita del pistolero si ha finalmente conferma che John Farson e Walter o'Dim sono due persone differenti, poiché si vede Farson parlare con l'uomo in nero (sotto i panni di Marten Broadcloak) del petrolio raffinato con il quale far funzionare le macchine degli Antichi e vincere la guerra contro l'Affiliazione.